# 日尾八幡神社

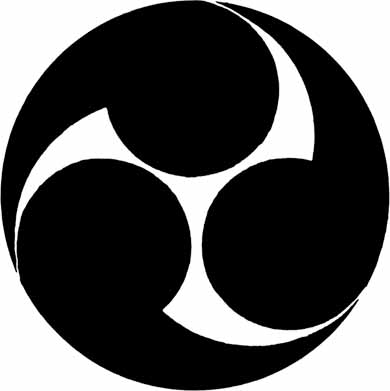
神紋（左三つ巴）

日尾八幡神社（ひおはちまんじんじゃ）は、愛媛県松山市にある神社。神紋は左三つ巴。旧社格は県社。

## 祭神
西玉殿
品陀和気命（ほんだわけのみこと、応神天皇）
帯仲日子命（たらしながつひこのみこと、仲哀天皇）
中玉殿
多紀理毘命（たぎりひめのみこと、比売神、宗像三女神）
狭依毘売命（さよりひめのみこと、比売神、宗像三女神）
多紀都毘売命（たぎつひめのみこと、比売神、宗像三女神）
東玉殿
大帯姫命（おほたらしひめのみこと、神功皇后）
西玉殿側玉殿
健内宿禰命（たけうちすくねのみこと）
中玉殿
伊予比売命（いよずひめのかみ）
饒速日命（にぎはやひこのみこと）
東玉殿側玉殿
猿田毘古大神（さるたひこのおおかみ）

## 由緒
- 天平勝宝4年（752年）、宇佐より神霊を勧請し久米八幡宮として建立。
- 天平神護元年（765年）、孝謙天皇の勅願所として社殿の建築を始め、翌年に完成。
- 神護景雲3年（769年）2月、称徳天皇が勅使を向かわせ神衣を奉納。
- 宝亀7年（776年）8月と宝亀9年（778年）3月には、光仁天皇が2度に渡り幣帛を奉納。
- 文治年間（1185～1189年）、源頼朝によって再建。
- 承久年間（1219～1221年）、河野通信によって社殿の改造。
- 応永年間（1394～1427年）、火災により社殿および社宝、社史を焼失。
- 永享3年（1431年）、河野氏によって社殿を再建。
- 天正13年（1585年）、河野氏の滅亡により一時荒廃する。
- 慶長年間（1596～1615年）、松山藩の藩主となった加藤嘉明が、松山八社八幡の二番社とした後は、歴代藩主の崇敬をうける。
- 明治5年（1872年）、郷社となる。
- 明治12年（1879年）、県社となる。

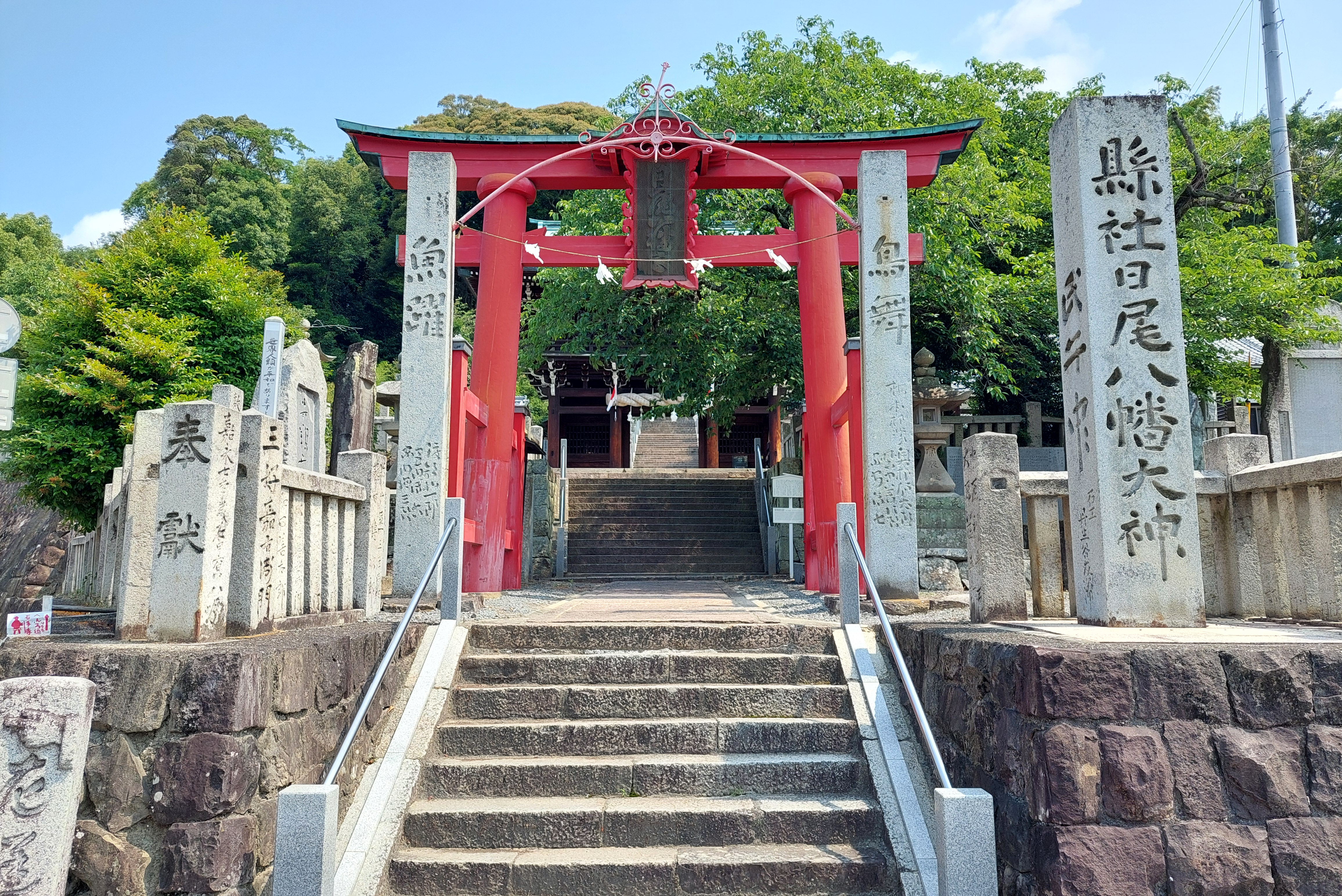
大鳥居
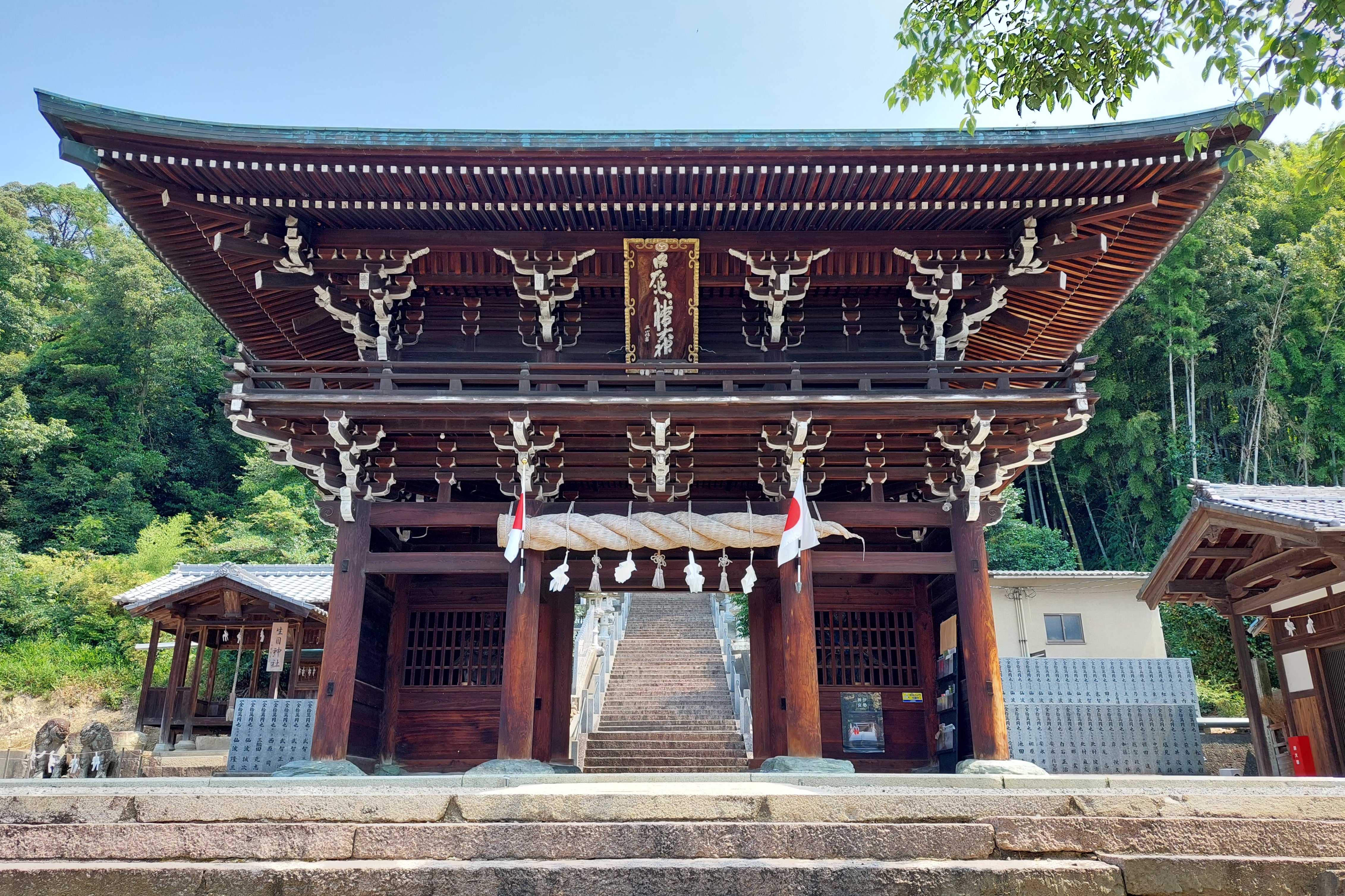
神門
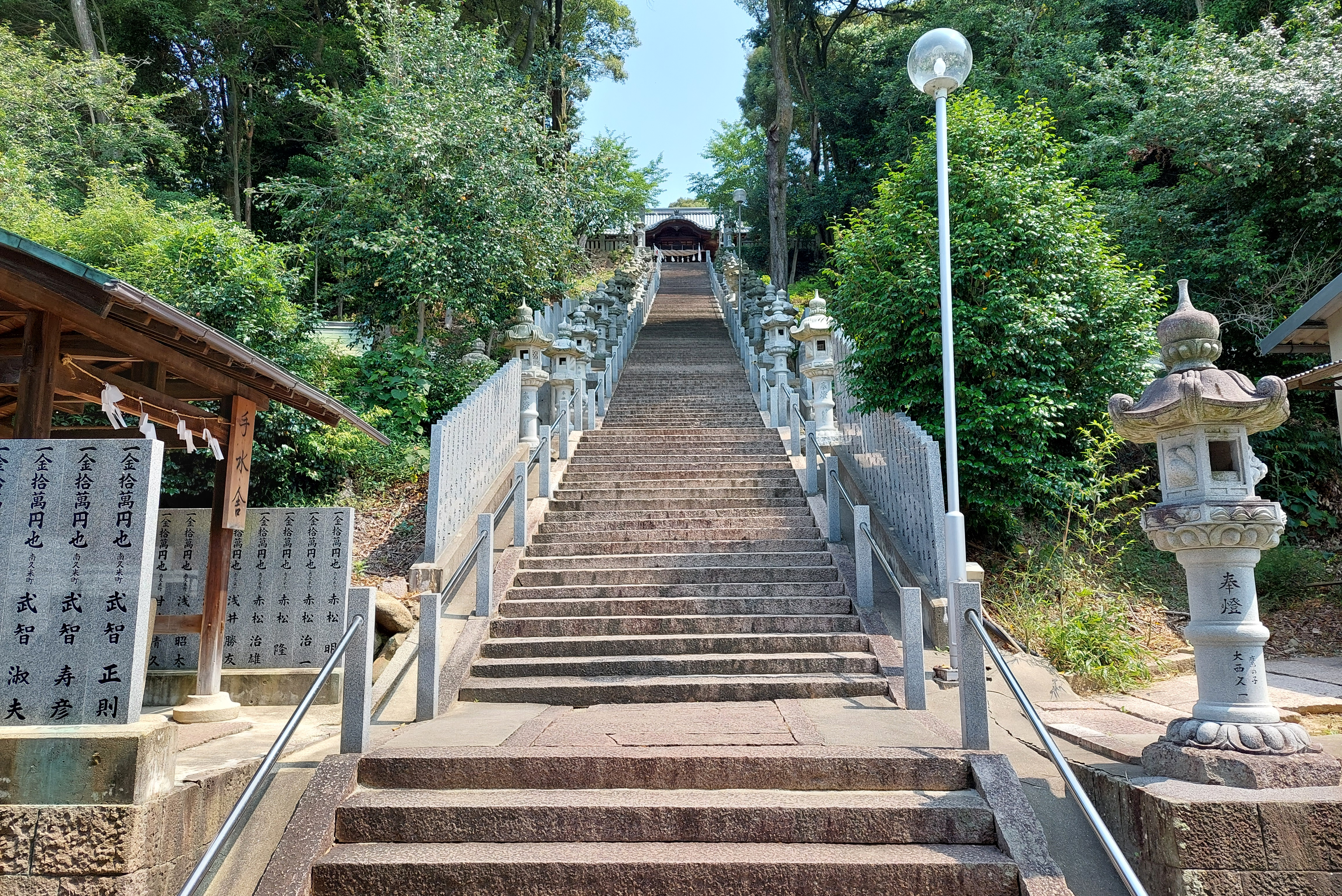
石段
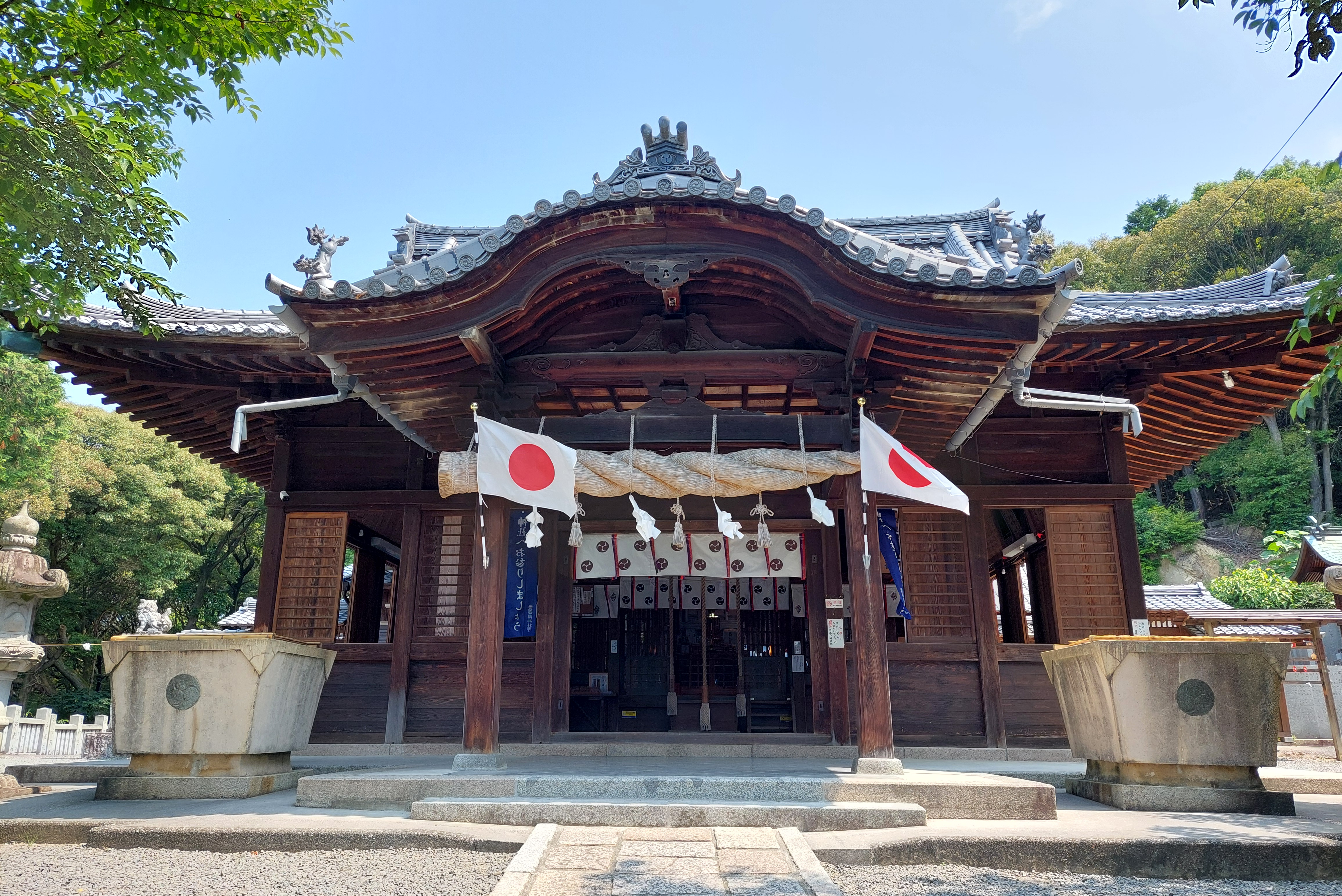
拝殿

## 境内社

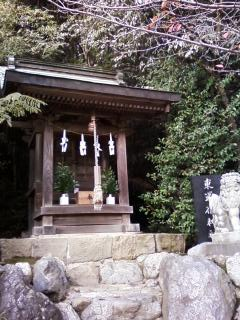
東道後神社

- 天照皇大神（玉垣内本殿東隣）
- 春日大神（玉垣内本殿西隣）
- 天満神社（本殿東側）
- 東道後神社（天満神社東隣）

祭神は天御中主大神、天照皇大神、月夜見大神、合祀として後藤信正翁命。
主祭神3柱の神徳を日、月、星の三光になぞらえ三光神社と称して古来より脳の守護神、また神経痛、中風除けの神して崇敬されている。1974年（昭和49年）3月の改築の際に日尾八幡神社の氏子内の温泉守護として祀り、社号を東道後神社と改める。月並祭は毎月1日、大祭は5月3日。
- 杉谷金比羅大権現神社（石段中腹東側）

天明年間に旧杉谷町に建立されて以来土地の人々に信仰されていたが、1945年（昭和20年）の空襲により焼失。のち、1975年（昭和50年）4月再建。
- 奈良原神社（石段中腹西側）
- 生目神社（手水舎西側）

## 年中行事
| 日付     | 祭祀   |
| -------- | ------ |
| 1月1日   | 歳旦祭 |
| 7月30日  | 夏越祭 |
| 10月15日 | 例大祭 |

## その他
- 祭神の伊予比売命は、往古伊予比古命（いよずひこのみこと、夫婦神とされる）と共に伊予国の地神として、また久米氏の祖神として久米郡神戸郷古天野神山（現在の松山市小野町小屋峠）に祀られていたが、洪水により社殿が崩壊し、平井谷明神ヶ鼻に遷座された。その後（一説では延喜17年（917年））に再び水害に遭い、両神体が漂流し、伊予比売命については、日瀬里（現在の久米窪田町）の龍神淵にて引き上げられ久米八幡宮に合祀された。

## アクセス
- 伊予鉄道横河原線久米駅下車、徒歩2分。
- 伊予鉄バス10番線久米バス停下車、徒歩1分。

## 周辺施設
- 浄土寺（四国霊場第四十九番札所）
- 伊予鉄道横河原線久米駅
- 東道後温泉